# SSC Aero
Der SSC Aero ist ein Supersportwagen, der vom US-amerikanischen Kleinserienhersteller SSC North America hergestellt wurde. Er war auch als Ultimate Aero und Ultimate Aero TT erhältlich. Diese leistungsstärkste Version erreichte auf einer zweimal durchfahrenen Messstrecke im Jahr 2007 eine Höchstgeschwindigkeit von 412 km/h.
Damit löste der Ultimate Aero TT den Bugatti Veyron 16.4 als den bis dahin schnellsten Straßenwagen ab. Am 26. Juni 2010 stellte ein Bugatti Veyron 16.4 Super Sport mit 431 km/h einen neuen Rekord auf und verwies den Ultimate Aero TT wieder auf den zweiten Platz. (Die Verkaufsversion des Bugatti ist auf 415 km/h abgeregelt.)

## Technische Daten
Der SSC Aero ist mit einem V8-Motor mit 6187 cm³ und einer Leistung von 583 kW (793 PS) ausgestattet. Das Drehmoment beträgt 736 Nm. Der Ultimate Aero hat mehr Hubraum sowie einen größeren Turbolader und leistet etwa 775 kW (1054 PS). Das neueste Produkt von SSC, der Ultimate Aero TT, stellt die Spitze der Produktpalette dar. Bei gleich großem Hubraum wie der Ultimate Aero (6345 cm³) verfügt er über noch mehr Leistung (870 kW/1183 PS).

## Prototyp

### 2004 – SSC Aero SC/8T
|                                 | SSC Aero SC/8T                  |
| ------------------------------- | ------------------------------- |
| Bauzeitraum                     | 2004–2006                       |
| Hubraum                         | 6200 cm²                        |
| Nennleistung bei 1/min          | 583 kW (793 PS) bei 6600/min    |
| max. Drehmoment bei/min         | 861 Nm bei 5800/min             |
| Getriebe                        | Manuelles 6-Gang-Schaltgetriebe |
| Höchstgeschwindigkeit           | 380+ km/h                       |
| Beschleunigung von 0 auf 60 mph | 3,1 Sekunden                    |
| Leergewicht                     | 1271 kg                         |
| Preis                           | 239.000 $                       |

## Versionen und Modifikationen

### 2006 – SSC Ultimate Aero
Von dem amerikanischen Automagazin „Road & Track“ wurde ein Beschleunigungs-/Bremstest durchgeführt, der die unten genannten Ergebnisse lieferte. Auch einen Höchstgeschwindigkeitstest gab es bereits, doch konnte aufgrund der Wetterverhältnisse nicht das Maximum der möglichen Leistung gemessen werden.
- Beschleunigung und Bremsen von 0-100-0 mph (0-161-0 km/h): 11,66 Sekunden
- 1/4 Meile (Zeit / Endgeschwindigkeit): 9,90 Sekunden/232 km/h
- Bremsweg von 100 bis 0 km/h: 31,5 m
- Querbeschleunigung: 1,05 g

## Überblick
Der Aero ist ein Mittelmotor-Wagen mit Hinterradantrieb. Hinter den vorderen 18-Zoll-Rädern mit 245/45er-Reifen und den hinteren 19-Zoll-Rädern mit 345/30-Reifen bringen die 14-Zoll-Bremsscheiben mit Sechskolbenbremszangen den Wagen von 100 km/h auf Null in 31,4 Metern zum Stehen. Ähnlich wie viele gegenwärtige Supersportwagen ist der Aero mit Audio- und DVD-Anlage mit zehn Lautsprechern, einem Monitor mit 7,5 Zoll, einer Klimaanlage, elektrisch verstellbaren Spiegeln und elektrischen Fensterhebern gut ausgestattet. Daneben besitzt er auch Überrollbügel.

## Chassis und Karosserie
Das Chassis besteht aus kohlenstofffaserverstärktem Kunststoff. Es wird von einem Gitterrohrrahmen in Form gehalten. Der Aero besitzt sogenannte Schmetterlingstüren.

## Nachfolger
Der Aero wurde in all seinen Versionen 2013 vom SSC Tuatara abgelöst.